# Draft NBA 1972
Il Draft NBA 1972 si è svolto il 10 aprile 1972 a New York. È ricordato soprattutto per la presenza di due futuri campioni: Bob McAdoo e Julius "Dr. J" Erving che già giocava da professionista in ABA con i Virginia Squires. Quest'ultimo sbarcato in NBA solo nel 1976 dopo la fusione con l'ABA, portò i Philadelphia 76ers alla conquista del titolo NBA 1982-1983.

## Giocatori scelti al 1º giro
|           | = All-Star     |
|           | = Hall of Fame |
| Grassetto | = MVP          |

| Scelta | Giocatore          | Nazionalità | Squadra NBA            | Scuola/ex squadra   |
| ------ | ------------------ | ----------- | ---------------------- | ------------------- |
| 1      | LaRue Martin (C)   | Stati Uniti | Portland Trail Blazers | Loyola (IL)         |
| 2      | Bob McAdoo (C)     | Stati Uniti | Buffalo Braves         | North Carolina      |
| 3      | Dwight Davis (F)   | Stati Uniti | Cleveland Cavaliers    | Houston             |
| 4      | Corky Calhoun (F)  | Stati Uniti | Phoenix Suns           | Pennsylvania        |
| 5      | Freddie Boyd (G)   | Stati Uniti | Philadelphia 76ers     | Oregon State        |
| 6      | Russ Lee (F)       | Stati Uniti | Milwaukee Bucks        | Marshall            |
| 7      | Bud Stallworth (F) | Stati Uniti | Seattle SuperSonics    | Kansas              |
| 8      | Tom Riker (F)      | Stati Uniti | New York Knicks        | South Carolina      |
| 9      | Bob Nash (F)       | Stati Uniti | Detroit Pistons        | Hawaii              |
| 10     | Paul Westphal (G)  | Stati Uniti | Boston Celtics         | Southern California |
| 11     | Ralph Simpson (G)  | Stati Uniti | Chicago Bulls          | Michigan State      |
| 12     | Julius Erving (F)  | Stati Uniti | Milwaukee Bucks        | Massachusetts       |
| 13     | Travis Grant (F)   | Stati Uniti | Los Angeles Lakers     | Kentucky State      |

## Giocatori scelti al 2º giro
| Scelta | Giocatore     | Nazionalità | Squadra NBA             | Scuola/ex squadra |
| ------ | ------------- | ----------- | ----------------------- | ----------------- |
| 14     | Bob Davis     | Stati Uniti | Portland Trail Blazers  | Weber State       |
| 15     | Harold Fox    | Stati Uniti | Buffalo Braves          | Jacksonville      |
| 16     | Jim Price     | Stati Uniti | Los Angeles Lakers      | Louisville        |
| 17     | Chris Ford    | Stati Uniti | Detroit Pistons         | Villanova         |
| 18     | Joby Wright   | Stati Uniti | Seattle SuperSonics     | Indiana           |
| 19     | Sam Sibert    | Stati Uniti | Kansas City-Omaha Kings | Kentucky State    |
| 20     | John Gianelli | Stati Uniti | Houston Rockets         | Pacific           |
| 21     | Steve Bracey  | Stati Uniti | Atlanta Hawks           | Tulsa             |
| 22     | Paul Stovall  | Stati Uniti | Los Angeles Lakers      | Arizona State     |
| 23     | Brian Taylor  | Stati Uniti | Seattle SuperSonics     | Princeton         |
| 24     | Steve Hawes   | Stati Uniti | Cleveland Cavaliers     | Washington        |
| 25     | Tom Patterson | Stati Uniti | Baltimore Bullets       | Ouachita Baptist  |
| 26     | Dave Twardzik | Stati Uniti | Portland Trail Blazers  | Old Dominion      |
| 27     | Dennis Wuycik | Stati Uniti | Boston Celtics          | North Carolina    |
| 28     | Mike Ratliff  | Stati Uniti | Kansas City-Omaha Kings | Wisconsin         |
| 29     | Chuck Terry   | Stati Uniti | Milwaukee Bucks         | Long Beach State  |
| 30     | Ollie Johnson | Stati Uniti | Portland Trail Blazers  | Temple            |

## Giocatori scelti al 3º giro
| Scelta | Giocatore         | Nazionalità | Squadra NBA             | Scuola/ex squadra   |
| ------ | ----------------- | ----------- | ----------------------- | ------------------- |
| 31     | Lloyd Neal        | Stati Uniti | Portland Trail Blazers  | Tennessee State     |
| 32     | Bob Morse         | Stati Uniti | Buffalo Braves          | Pennsylvania        |
| 33     | Scott English     | Stati Uniti | Phoenix Suns            | UTEP                |
| 34     | Don Buse          | Stati Uniti | Phoenix Suns            | Evansville          |
| 35     | Frank Russell     | Stati Uniti | Chicago Bulls           | Detroit Mercy       |
| 36     | Charlie Tharpe    | Stati Uniti | Philadelphia 76ers      | Belhaven            |
| 37     | Eric McWilliams   | Stati Uniti | Atlanta Hawks           | Long Beach State    |
| 38     | Ron Riley         | Stati Uniti | Kansas City-Omaha Kings | Southern California |
| 39     | Kevin Porter      | Stati Uniti | Baltimore Bullets       | St. Francis         |
| 40     | Jim Creighton     | Stati Uniti | Seattle SuperSonics     | Colorado            |
| 41     | Ansley Truitt     | Stati Uniti | New York Knicks         | California          |
| 42     | Claude Terry      | Stati Uniti | Phoenix Suns            | Stanford            |
| 43     | Bill Chamberlain  | Stati Uniti | Golden State Warriors   | North Carolina      |
| 44     | Wayne Grabiec     | Stati Uniti | Boston Celtics          | Michigan            |
| 45     | Chuck Jura        | Stati Uniti | Chicago Bulls           | Nebraska            |
| 46     | George Adams      | Stati Uniti | Milwaukee Bucks         | Gardner-Webb        |
| 47     | Gregg Northington | Stati Uniti | Los Angeles Lakers      | Alabama State       |

## Giocatori scelti nei giri successivi con presenze nella NBA o nella ABA
| Scelta | Giocatore       | Nazionalità | Squadra NBA             | Scuola/ex squadra       |
| ------ | --------------- | ----------- | ----------------------- | ----------------------- |
| 53     | Frank Schade    | Stati Uniti | Kansas City-Omaha Kings | Wisconsin               |
| 54     | Wil Robinson    | Stati Uniti | Houston Rockets         | West Virginia           |
| 56     | Al Sanders      | Stati Uniti | Baltimore Bullets       | LSU                     |
| 58     | Henry Bibby     | Stati Uniti | New York Knicks         | UCLA                    |
| 60     | John Tschogl    | Stati Uniti | Golden State Warriors   | UCSB                    |
| 66     | Sam Cash        | Stati Uniti | Cleveland Cavaliers     | UC Riverside            |
| 68     | Dave Bustion    | Stati Uniti | Kansas City-Omaha Kings | Denver                  |
| 70     | James Silas     | Stati Uniti | Houston Rockets         | Stephen F. Austin State |
| 71     | Bob Lackey      | Stati Uniti | Atlanta Hawks           | Marquette               |
| 74     | Bob Ford        | Stati Uniti | New York Knicks         | Purdue                  |
| 76     | Charles Dudley  | Stati Uniti | Golden State Warriors   | Washington              |
| 78     | Rowland Garrett | Stati Uniti | Chicago Bulls           | Florida State           |
| 89     | Dwaine Dillard  | Stati Uniti | Baltimore Bullets       | Eastern Michigan        |
| 90     | Ron Thomas      | Stati Uniti | Seattle SuperSonics     | Louisville              |
| 92     | Charles Edge    | Stati Uniti | Phoenix Suns            | LeMoyne-Owen            |
| 93     | Henry Bacon     | Stati Uniti | Golden State Warriors   | Lousville               |
| 104    | Mike Jackson    | Stati Uniti | Houston Rockets         | Cal State LA            |
| 109    | Bernie Fryer    | Stati Uniti | Phoenix Suns            | Brigham Young           |
| 110    | Will Franklin   | Stati Uniti | Golden State Warriors   | Purdue                  |
| 111    | Steve Previs    | Stati Uniti | Boston Celtics          | North Carolina          |
| 112    | Jerry Pender    | Stati Uniti | Chicago Bulls           | Fresno State            |
| 113    | Mickey Davis    | Stati Uniti | Milwaukee Bucks         | Duquesne                |
| 117    | Ben Kelso       | Stati Uniti | Detroit Pistons         | Central Michigan        |
| 165    | Mark Minor      | Stati Uniti | Boston Celtics          | Ohio State              |
| 180    | Mike Barr       | Stati Uniti | Chicago Bulls           | Duquesne                |